# Sean S. Cunningham
Sean Sexton Cunningham (ur. 31 grudnia 1941 r. w Nowym Jorku) – amerykański reżyser, scenarzysta oraz producent filmowy, twórca głośnego horroru Piątek, trzynastego (1980).
Brał udział w produkcji (także wykonawczej) wielu popularnych filmów, głównie horrorów – m.in. Ostatniego domu na lewo (1972), Freddy'ego kontra Jasona (2003), Jasona X (2001) czy Piątku, trzynastego IX: Jason idzie do piekła (1993).
Także twórca horrorów Obcy z głębin oraz Obcy obserwuje. Wyreżyserował jedną ze scen Koszmaru z ulicy Wiązów (1984), nie został jednak ujęty w czołówce.